# Claude Quéry
Claude Quéry, né le 22 février 1962 à Agde, est un footballeur français. Il jouait au poste d'attaquant.

## Carrière
- 19??-1978 : RCO Agde
- 1978-1981 : RC Lens (D1, 7 matchs - 0 but)
- 1981-1982 : Paris FC (D2, 34 matchs - 8 buts) (prêt)
- 1982-1983 : RC Lens (D1, 0 match - 0 but)
- 1983-1984 : RC Strasbourg (D1, 27 matchs - 1 but) (prêt)
- 1984-1985 : Olympique d'Alès (D2, 30 matchs - 6 buts)
- 1985-1988 : Tours FC (D2, 59 matchs - 2 buts)
- 1988-1990 : FC Gueugnon (D2, 23 matchs - 1 but)
- 1990-1993 : RCO Agde (DH, D4, D3)
- 1993-1994 : FC Sète (Nat, 22 matchs - 1 buts)[1]

## Statistiques
- 35 matchs en Ligue 1, 1 but
- Premier match en D1 : le 26 juillet 1979, Metz - Lens (2-1)